# Академика Павлова (станция метро)
«Академика Павлова» (укр. Академіка Павлова,  (слушать)о файле) — станция Харьковского метрополитена на Салтовской линии. Расположена между станциями «Студенческая» и «Академика Барабашова».

## История и описание
Станция сводчатого типа. Пущена в эксплуатацию 24 октября 1986 года. Имеются выходы на улицу Академика Павлова.
10 февраля 2000 года ранняя оттепель привела к тому, что часть платформы и вестибюля станции оказались залиты водой. Течь в своде станции дала о себе знать в 9 часов утра. Вода растекалась по платформе и попадала на пути.
Второй выход (северный) к Радмир-Экспохолл ныне не эсплуатируется, в связи с низким потоком пассажиров.

## Транспорт
Рядом со станцией есть трамвайный маршрут #27 «Салтовская — Новожаново». Имеет пересадки на станции метро Героев Труда, Студенческая, Академика Барабашова, Защитников Украины, Проспект Гагарина.

## Галерея

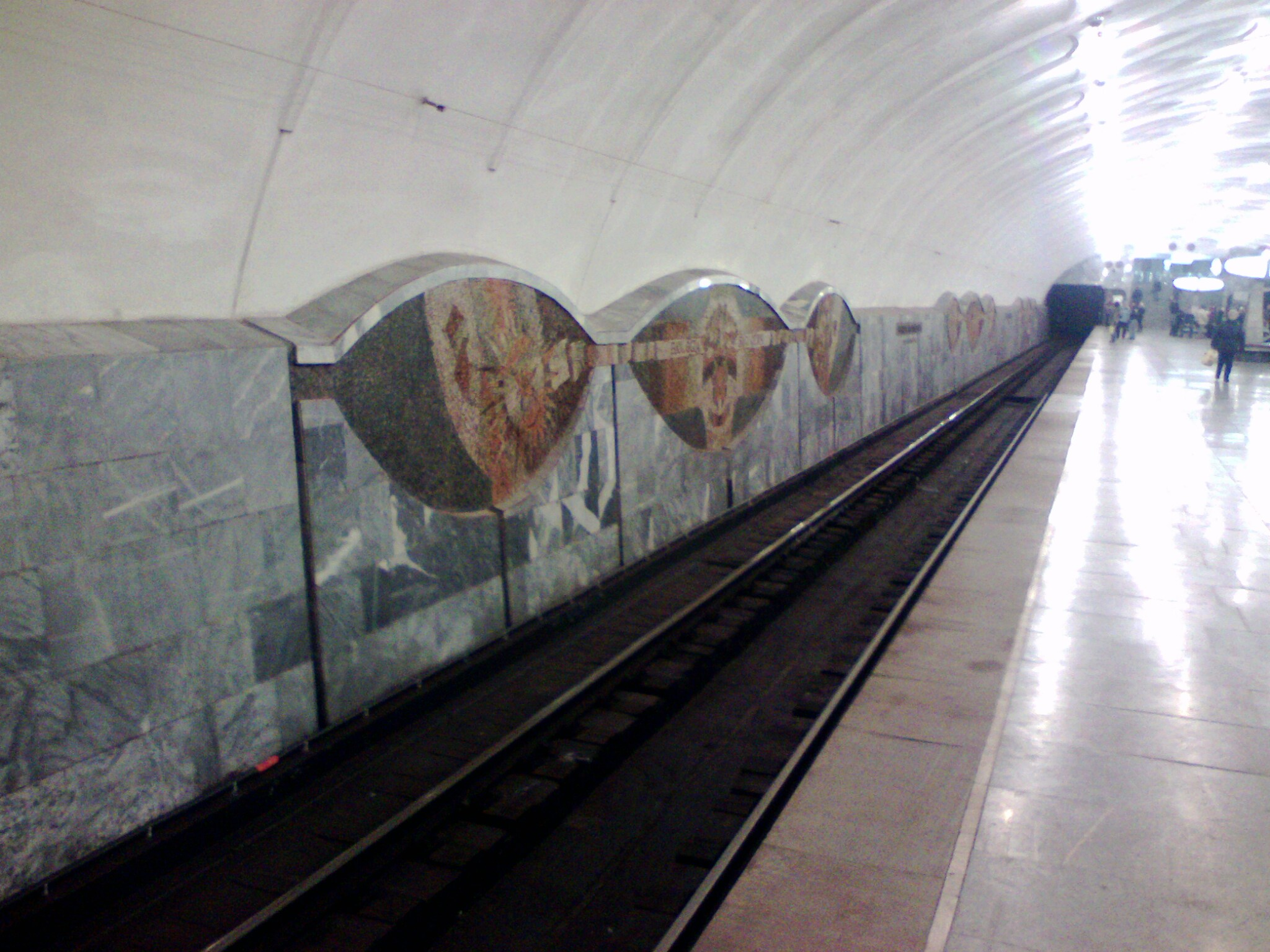
Галерея мозаик на станции метро Академика Павлова. Вид вблизи путей
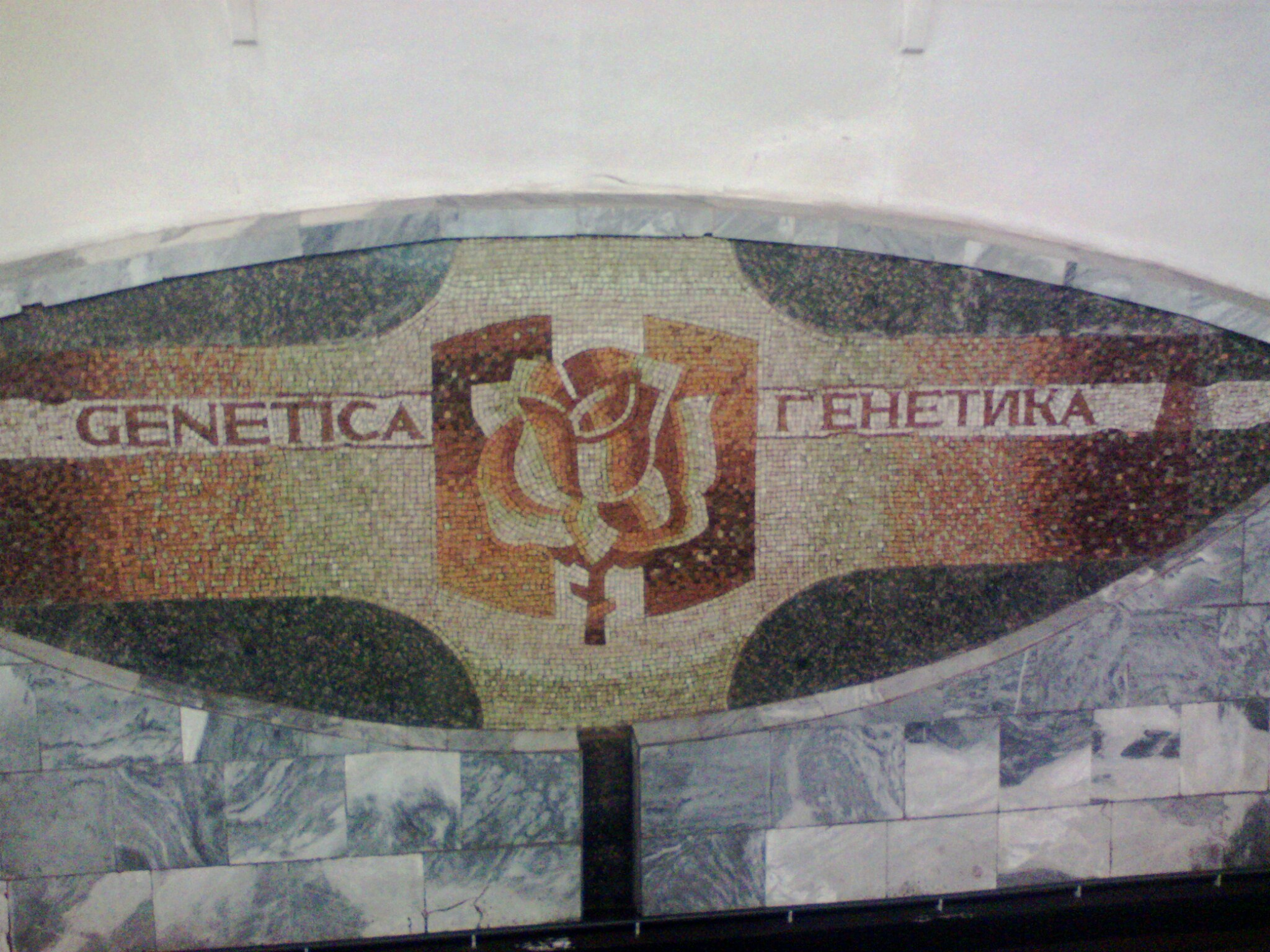
Мозаика на станции Академика Павлова. Надпись «Генетика».
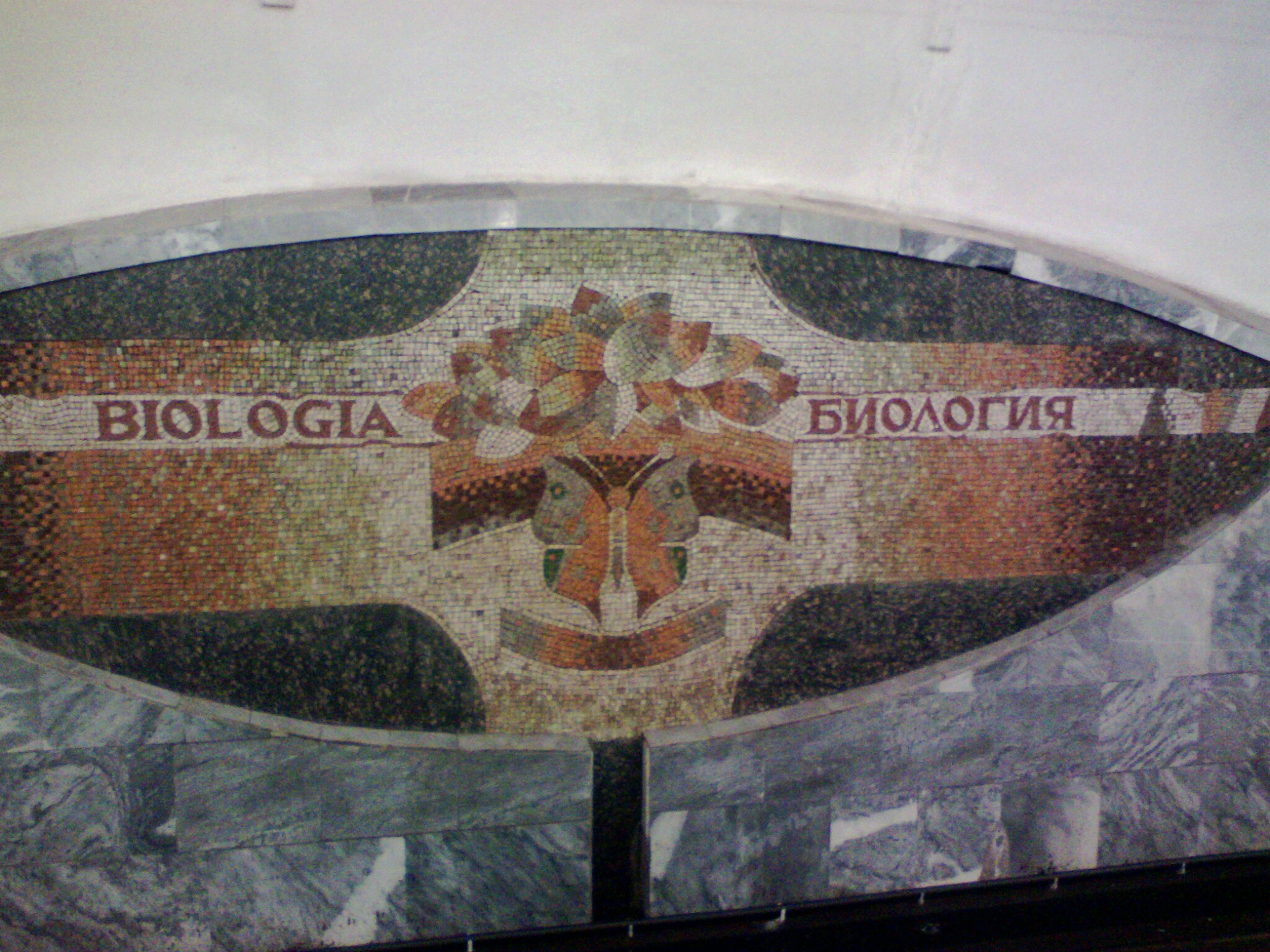
Другая аналогичная мозаика на станции Академика Павлова. Надпись «Биология».